# 根室氏管鼻鯛
根室氏管鼻鯛為輻鰭魚綱刺尾鯛目笛鯛科的其中一種，也是管鼻鯛屬的唯一一種。

## 分布
分布於東太平洋區，從墨西哥至哥倫比亞海域，棲息深度可達50公尺。

## 形態
本魚體深和壓縮，前額微微傾斜，吻突出，前鼻孔管狀，後鼻孔嵌入在一個很深的溝中，前鰓蓋深深缺口，背面綠褐色，腹粉紅色，側側具8條棕藍色的縱帶，背鰭硬棘10枚，背鰭軟條14枚，臀鰭硬棘3枚，臀鰭軟條9枚，體長可達92公分。

## 生態
生活在珊瑚礁海域，屬肉食性，以魚類、無脊椎動物等為食。

## 經濟利用
可作為食用魚、遊釣魚及觀賞魚。

## 擴展閱讀
維基物種上的相關：根室氏管鼻鯛